# Knockane
Koordinaten: 52° 9′ 11″ N, 10° 1′ 25″ W
Knockane (irisch: Cnocán, der Hügel) ist ein kleiner Weiler mit etwa 4700 Einwohnern. Er liegt östlich von Castleisland, in der Nähe des Ortes Annascaul auf der Dingle-Halbinsel, im County Kerry im Südwesten Irlands und ist ein historischer Ort mit einem Cairn mit mehreren Steinkisten, die bis in frühchristliche Zeit nachgenutzt wurden. In der Nähe des Ortes steht ein großer Kreuzstein, der nicht mehr seine ursprüngliche Position hat. Eine Schleife am oberen rechten Rand ist ein Chi-Rho-Symbol. 
Es gibt in Irland eine Reihe von Orten mit dem Namen Knockane u. a. im County Cork und County Tipperary.